# چغا سرخه
چُغا سُرخه یا چُقا سرخه که با نام‌های یا چوغا و نیز چوغا سر خر هم شناخته می‌شود، تپه‌ای است آتشفشانی در غرب شهر بروجرد. تپه چغا به دلیل موقعیت خاص خود و داشتن نمای ۳۶۰ درجه، در سال‌های اخیر به یکی از مراکز اصلی گردشگری در شهر بروجرد تبدیل شده‌است. از اواخر دهه ۱۳۷۰، طرح‌هایی برای توسعه گردشگری در این تپه صورت گرفته‌است که شامل احداث تله سیژ،پل معلق،هتل،دریاچه،آبشار و جاده دسترسی می‌شود. در سالهای اخیر از این تپه با نام بام بروجرد و تپه شهدا هم نام برده شده‌است. در یکی از مسیرهای بالای تپه چغا، المان من بروجرد را دوست دارم، و سردیس‌های مفاخر بروجرد نصب گردیده‌است.

## دربارهٔ تپه چغا سرخه
این تپه منبعی است غنی متشکل از سنگهای آتشفشانی، گیاهان وحشی و زیستگاه حیوانات کوچک است. ارتفاع بلندترین نقطه آن از سطح زمین مسطح اطراف حدود ۳۴۰ متر است و ارتفاع آن از سطح دریا حدود ۱۳۹۶ متر است. دو رود پرآب و دائمی در غرب آن جاری هستند که یکی از سمت روستای قلعه حاتم (رود باغشاه) و دیگری از سمت گلدشت (گلرود) جاری است. این دو رودخانه در جنوب غربی تپه چغا به هم می‌پیوندند و با نام گلرود در سطح دشت سیلاخور جاری می‌شوند. در محل تقاطع این رودها سد و دریاچه و پارک احداث شده‌است. در دهه ۱۳۶۰ خورشیدی، بخش‌هایی از تپه به عنوان معدن سیلیس مورد استفاده قرار گرفت و سنگ‌های آن استخراج شد. این بخش در شمال شرقی تپه و مشرف به شهر قرار دارد و در حال حاضر یک دریاچه و آبشار در آن ساخته شده‌است.

## بخش‌های اصلی
با اجرای طرح‌های گردشگری و توسعه ای، قسمت‌های مختلفی در گردشگاه چغا ایجاد شده‌است که مهم‌ترین آنها عبارتند از:
- دریاچه چغا
- آبشار مصنوعی
- تله سیژ
- پل معلق(افتتاح نشده)
- جاده پیاده روی سلامت
- المان «من بروجرد را دوست دارم» و سردیس مشاهیر بروجرد
- بنای یادمان شهدای گمنام
- هتل لاله زاگرس
- تندیس آرش کمانگیر

## ارزش تاریخی
تپه چغا به دلیل موقعیت جغرافیایی خود، نقش بارزی در توسعه سکونت در منطقه داشته‌است. طبق باورهای محلی، بر فراز این تپه یک آتشکده یا قلعه، دژ (جای منبع اب امروزی) وجود داشته و محل عبادت مردم بوده‌است. در سال ۱۳۹۶ حفریاتی به منظور جاده‌سازی در دامنه جنوبی چغاسرخه صورت گرفت منجر به کشف چند گورخمره در این قسمت شد. این گورخمره‌ها مربوط به دوره اشکانیان هستند.

## تپه چغا در فرهنگ محلی
چغا سرخه در اصطلاح عامیانه و گویش بروجردی با عنوان «چوقا سرخر» شناخته می‌شده‌است که امروزه بیشتر به صورت مختصر و با نام چوغا از آن یاد می‌شود. درباره علت نامگذاری آن دو روایت محلی وجود دارد: اول- به دلیل قرارگیری در ناحیه ای هموار و منفرد بودن چغا، این تپه کاملاً متمایز و ناهمگون با زمین‌های اطراف خود است به همین دلیل در فرهنگ محلی به اصطلاح مثل سر خر (مزاحم) از آن یاد می‌شود. دوم - بروجردی‌ها عقیده دارند که روزگاری سیل مهیبی در منطقه سرازیر شده و تنها اثر بیرون مانده از آب، همین تپه چوغا بوده‌است که به صورت کاملاً منفردی در منطقه آب گرفته اطراف قابل تشخیص بوده‌است.